# Panta rhei (tacicaのアルバム)
『panta rhei』（パンタ・レイ）は、tacicaの7枚目のオリジナルアルバム。2019年4月24日にSME Recordsから発売された。

## 解説
前作『新しい森』から約1年8ヶ月ぶり、フルアルバムとしては『HEAD ROOMS』以来、約3年ぶりとなる。
2018年にリリースした「ordinary day/SUNNY」、「煌々/ホワイトランド」の両A面シングル2作品を含む全12曲を収録。
アルバムタイトルの「panta rhei」とは”万物は流転する”という意味を持ち、全てのものは変転し流れるということを表す言葉である。
初回生産限定盤には、昨年春に開催した「三大博物館 〜静と動の邂逅〜」2018年4月5日@マイナビBLITZ赤坂公演から、tacica史上初のアコースティックセット(第1部)が全編収録されているBD（DVD）が付属。
アナログ盤をアルバム再現ツアー「TIMELINE for “sheeptown ALASCA”」
4/21＠新木場STUDIO COAST ツアーファイナルにて会場限定販売し、4月24日の正午から数量限定でSony Music Shopの取り扱いが開始した。

## 収録曲
全作詞・作曲：猪狩翔一
1. トワイライト [5:03]
2. 刹那 [2:51]
3. 煌々 [5:01] 
11thシングル表題曲。
4. name [3:43] 
発表前に「tacica TOUR 2018 ~煌々etc.~」にて弾き語りで披露されていた楽曲。
5. ordinary day [6:05] 
10thシングル表題曲。
6. 中央線 [4:25] 
発表前に「tacica TOUR 2018 ~煌々etc.~」にて弾き語りで披露されていた楽曲。tacicaとして初めて打ち込みのドラムを使っている。
7. WAKIME [3:46] 
アルバムのリリースに先だって2019年3月30日にショートバージョンのMVが公開された。
8. Lynx [4:00] 
前作『HEAD ROOMS』を作っていたときにできていた楽曲[1]で、歌詞中には「ヘッドルーム」という言葉が使われている。
猪狩曰く「WAKIMEからLynxまでの流れがアルバムの中で1番好き」とのこと。
9. SUNNY [4:03] 
10thシングル表題曲。
10. ホワイトランド [6:11] 
11thシングル表題曲。
11. wonder river [6:06]
12. latersong [4:50]

### 初回生産限定盤映像
A(BD : SECL-2425～6)、B(DVD : SECL-2427～8)にそれぞれ収録。
| #   | タイトル                               | 作詞 | 作曲・編曲 |
| --- | -------------------------------------- | ---- | ---------- |
| 1.  | 「Silent Frog」                        |      |            |
| 2.  | 「大陸」                               |      |            |
| 3.  | 「barefoot」                           |      |            |
| 4.  | 「bearfoot」                           |      |            |
| 5.  | 「幽霊のいない街」                     |      |            |
| 6.  | 「SUN 太陽」                           |      |            |
| 7.  | 「acaci-a」                            |      |            |
| 8.  | 「諦める喉の隙間に新しい僕の声が吹く」 |      |            |
| 9.  | 「人鳥哀歌」                           |      |            |
| 10. | 「DAN」                                |      |            |
| 11. | 「ordinary day」                       |      |            |

### アナログ盤

#### Disc1
[Side A]
1. トワイライト
2. 刹那
3. 煌々

[Side B]
1. WAKIME
2. Lynx
3. latersong

#### Disc2
[Side A]
1. ホワイトランド
2. 中央線
3. ordinary day

[Side B]
1. SUNNY
2. name
3. wonder river